# Jean Pache
Pour les articles homonymes, voir Pache.
 (juillet 2024).
Jean Pache, né à Lausanne le 4 mars 1933 et mort dans la même ville le 2 février 2001 , est un écrivain, poète, enseignant, critique littéraire et bellettrien vaudois.

## Biographie
Né dans une famille bourgeoise, fils de Marius Pache, architecte, et d’Elisabeth, née Hédiger, Jean Pache fait ses études au Collège classique puis à l’Université de Lausanne où il obtient une licence en Lettres. C’est à cette époque qu’il publie son premier recueil de poèmes Les Fenêtres simultanées et collabore avec son compagnon d’études Jacques Chessex à la création de la revue littéraire Pays du Lac. Il est membre, dès l'âge de 19 ans, de la Société de Belles-Lettres et sera responsable de la Revue de Belles Lettres de 1960 à 1963. Sa première poésie est lyrique, elle explore la relation au monde, la nécessité vitale et douloureuse d’écrire. L’éditeur Gallimard repère ce jeune talent et publie dans la collection Jeune poésie NRF son second recueil, Poèmes de l’autre, en 1960.
Professeur au collège, puis au Gymnase de la Cité, Jean Pache n'en continue pas moins d'avoir une part active dans la vie littéraire romande, notamment comme critique littéraire au sein de La Feuille d’Avis de Lausanne devenue le quotidien 24 heures et à la Radio suisse romande. Les revues Cahiers du sud et La Nouvelle Revue Française publient quelques-uns de ses poèmes.
Il se fait aussi éditeur en dirigeant quelques années la collection de l'Aire, à la fin des années 1960 et au début des années 1970. Il publie alors nombre d’auteurs romands dont Alice Rivaz et Monique Laederach.
Il est l'auteur d'une vingtaine de recueils dont Les Fenêtres simultanées (1955), L'Œil cérémonial poèmes 1970-1974, Brulôts parmi les dunes (1990), Dans l'œil du silence, poèmes 1993-1994. Ses premiers poèmes, mélodieux, assez traditionnels, manifestent une vive sensibilité à la nature, aux êtres, à l'amour. Sa poésie, toute vouée à la femme aimée, parle en premier lieu de l'amante qui est partie, laissant un homme blessé. Plus l'auteur avance, plus sa poésie devient exigeante et plus son œuvre s'épure, devient plus aiguë, plus vive, plus violente parfois. Outre la dizaine de recueils de poésie publiée à ce jour, il a écrit des textes en prose, fictions et récits, notamment Baroques (1983) et Le Fou de Lilith (1986).
Jean Pache reçoit en 1993 le Grand Prix de la Fondation vaudoise pour la promotion et la création artistique, le Prix Schiller en 1967 pour Analogies et, en 1978, pour Le Corps morcelé. En 1990, Jean Pache reçoit le Prix Dentan pour La Straniera.

## Publications

### Poèmes, récits et fictions
- Les Fenêtres simultanées, poèmes, Aux Miroirs partagés, Lausanne, 1955.
- Poèmes de l'autre, poèmes, Gallimard, dans la collection « Jeune poésie nrf », Paris, 1960.
- Analogies, poèmes, La Baconnière, dans la collection « La Mandragore qui chante », Neuchâtel, 1966.
- Repères, poèmes 1962-1969, L'Aire-Rencontre, Lausanne, 1971.
- Anachroniques, notes marginales 1962-1972, L'Aire-Rencontre, Lausanne, 1973.
- L'Œil cérémonial, poèmes 1970-1974, L'Aire-Rencontre, Lausanne, 1975.
- Le Corps morcelé, poèmes, L'Âge d'Homme, Lausanne, 1977.
- Trouble dans les plissements, à partir de broderies de Marianne Décosterd, Galerie L'Entracte, Lausanne, 1979.
- La Parodie, fiction, L'Aire, Lausanne, 1980.
- Lacunaires, poèmes 1975-1978, Belfond, Paris 1980.
- Ordonner les déserts, à partir de peintures et dessins d'Edmond Quinche, Galerie L'Entracte, Lausanne, 1981.
- Baroques, fiction, L'Aire, Lausanne, 1983.
- Les Corps imaginaires, poèmes, L'Aire, Lausanne, 1983.
- Histoire d'arbres et de roches, inspirée de six tableaux de Kurt von Ballmoos et édité par l'artiste, Lausanne, 1984.
- Matière inscrite, pour illustrer neuf gravures de Michel Duplain, Éditions Françoise Simecek, Lausanne, 1984.
- Le Fou de Lilith ou le philosophe perverti, récit, Éditions Zoé, Genève, 1986.
- Anankè, avec des estampes de Michel Edmond Quinche et Pietro Sarto, Éditions de L'Atelier de Saint-Prex, 1988.
- Dans la dislocation des méridiens, accompagné de vingt-et-un clichés-verre de Pierre Schopfer, Lausanne, Éditions Françoise Simecek, Lausanne, 1989.
- Les Prunelles ardentes, poèmes, avec une sanguine de Pietro Sarto, Éditions Pierre-Alain Pingoud, Lausanne, 1989.
- Brûlot parmi les dunes, poèmes 1982-1988, Éditions Empreintes, Moudon, 1990.
- La Straniera, récit, Éditions Zoé, Genève, 1990.
- Les Soupirs de la sainte et les cris de la fée, poèmes, avec deux eaux-fortes de Max Schoendorff, Éditions PAP, Lausanne, 1991.
- Théodolite, poèmes 1988-1992, édition de tête avec quatre gravures de Marianne Décosterd, Éditions PAP, Lausanne, 1993.
- Image détournée, sur un pastel d'Edgar Degas, dans la collection « Arrêt sur image », édité par les Amis du Musée cantonal des Beaux-Arts de Lausanne, 1993.
- Le Discours amoureux d'un commis voyageur, récit, Éditions Empreintes, Moudon, 1994.
- Dans l'œil du silence, poèmes 1993-1994, Éditions Empreintes, Moudon, 1997.
- Vingt-et-un lieux de la jubilation, poèmes, Éditions Zoé, Genève, 2000.

### Posthumes
- Nodales suivi de Tuer n'est pas rien, poèmes 1995-1999, Éditions Empreintes, Moudon, 2001.
- Aragnes (méli-mélodrame), avec des gravures de Michel Duplain, dans la collection « Remarques », Chabloz imprimeur-éditeur, Lausanne, 2001.
- Théodolite précédé de Les Soupirs de la sainte et les cris de la fée, préface de Roger Francillon, Poche Poésie 13, Éditions Empreintes, Moudon, 2001.

### Correspondance
- Monique Laederach – Jean Pache, Parce que toi femme, moi homme, Correspondance 1971-1998, Éditions Daniel Maggetti et Stéphane Pétermann, L'Aire, Lausanne, 2008.

## Prix
- 1959 Prix Follope de l'Université de Lausanne, pour Poèmes de l'autre.
- 1967 Prix Schiller, pour Analogies.
- 1978 Prix Schiller, pour Le Corps morcelé.
- 1991 Prix Michel Dentan, pour La Straniera.
- 1993 Grand Prix de la Fondation vaudoise pour la culture.

## Sources
- « Jean Pache », sur la base de données des personnalités vaudoises sur la plateforme « Patrinum » de la Bibliothèque cantonale et universitaire de Lausanne.
- « Jean Pache » dans le Dictionnaire historique de la Suisse en ligne.
- P.-O. Walzer, Dictionnaire des littératures suisses, p. 298
- A. Nicollier, H.-Ch. Dahlem, Dictionnaire des écrivains suisses d'expression française, vol. 2, p. 645-647
- Histoire de la littérature en Suisse romande, sous la dir. de R. Francillon, vol. 3, p. 130-132, p. 449-450
- À contre temps huitante textes vaudois de 1980 à 1380, p. 24
- Livre d'or du 150e anniversaire, 1806-1956, Belles Lettres de Lausanne, p. 552 (2315)
- Le Matin, 2001/02/04
- Jean Pache, un poète, un railleur matois : Gilbert Salem
- BCU Lausanne - Poésie vaudoise autour de Jean Pache
- Jean Pache